# Medal dla miss
Medal dla miss (ang. Best in Show) – amerykański film komediowy z 2000 roku wyreżyserowany przez Christophera Guesta. Wyprodukowany przez Warner Bros.
Premiera filmu miała miejsce 29 września 2000 roku w Stanach Zjednoczonych.

## Opis fabuły
Rozpoczyna się finał konkursu o tytuł najpiękniejszego psa Ameryki. W finałowej piątce znalazły się zwierzaki małżeństwa prawników, właściciela sklepu wędkarskiego, małżeństwa z Florydy, pary gejów i wreszcie obrońca tytułu, pudel bogatego małżeństwa. Wszystkich interesuje wyłącznie zwycięstwo. I nikt nie cofnie się przed niczym.

## Obsada
- Christopher Guest jako Harlan Pepper
- Eugene Levy jako Gerry Fleck
- Catherine O’Hara jako Cookie Fleck
- John Michael Higgins jako Scott Donlan
- Michael McKean jako Stefan Vanderhoof
- Michael Hitchcock jako Hamilton Swan
- Parker Posey jako Meg Swan
- Jennifer Coolidge jako Sherri Ann Cabot
- Jane Lynch jako Christy Cummings
- Larry Miller jako Max Berman
- Jim Piddock jako Trevor Beckwith
- Fred Willard jako Buck Laughlin
- Patrick Cranshaw jako Leslie Ward Cabot
- Bob Balaban jako doktor Theodore W. Millbank III
- Don Lake jako Graham Chissolm

i inni